# Манат (богиня)
Манат (араб. مناة — доля, рок, смертний рок) — давньосемітська богиня долі та відплати. Шанувалася на всьому Аравійському півострові, зокрема, у північній та центральній частині, як дочка Аллаха, сестра Аллат і Уззи. У Сирійській пустелі Манат — дочка Аллаха й Аллат, сестра Аль-Уззи, в Центральній Аравії — старша дочка Аллаха, на півдні Центральної Аравії — дочка Аль-Уззи.
Була, мабуть, покровителькою міста Медіна, а її святилище було центром племінних зборів. Статуетки Манат служили домашніми божками. Також шанувалася як цариця загробного світу та берегиня могильного спокою. В Набатеї та Пальмірі вона ототожнювалася з грецькими богинями Тюхе та Немезидою.